# Howden

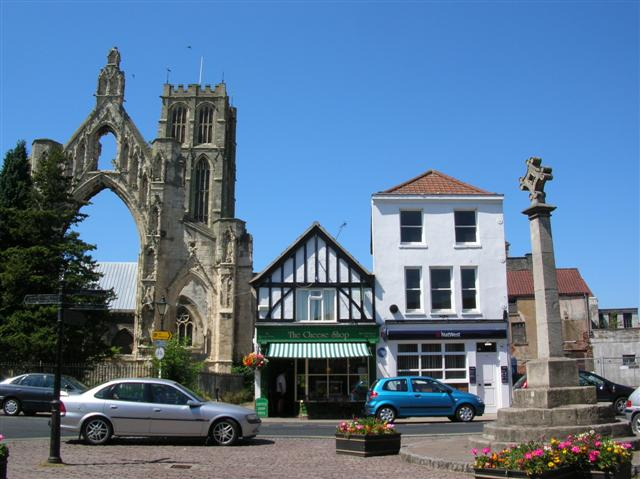
Kyrkan Howden Minster och Market Cross.

Howden är en stad (market town) och civil parish i kommunen East Riding of Yorkshire i England, omkring 26 km sydost om York. Orten har 4 142 invånare (2011). Howden omnämndes i Domedagsboken (Domesday Book) år 1086 och kallades då Houed/Houeden(e).